# Zlín Z-35
Z-35, XZ-35, Zlín XZ-135 nebo Heli Trenér byl československý cvičný vrtulník, který byl posledním vrtulníkem vyvíjeným v Česku. Byl to lehký dvoumístný vrtulník nezvyklé konstrukce s motorem umístěným v přídi. I když se nedostal do sériové výroby, je významný jako prototyp a ukázka tehdejšího leteckého inženýrství.
Vývoj vrtulníku počal v národním podniku Moravan Otrokovice na konci padesátých let 20. století. Původní verze Z-35 s motorem Avia M-332, zalétaná 7. října 1960, byla přestavěna s výkonnějším motorem Avia M-337 a vznikl tak prototyp nesoucí označení Z-135. Přestože byl Z-135 1. července 1965 úspěšně zalétán, vývoj vrtulníků v Československu byl v té době již ukončen a stroj se nikdy nedostal do sériové výroby. V roce 1972 byl vyřazen.
Zlín Z-35 s imatrikulací OK-045 ustanovil 29. srpna 1962 národní výškový rekord v této kategorii vrtulníků – 5343 metrů.
Stroj je vystaven v Leteckém muzeu Kbely.

## Varianty
- Zlín XZ-35 - prototyp
- Zlín XZ-135 - prototyp

## Specifikace (Z-35)
Údaje dle

### Technické údaje
- Posádka: 1–2 piloti
- Průměr hlavního rotoru: 8,80 m
- Délka trupu: 8,22 m
- Výška: cca 2,5 m[5]
- Prázdná hmotnost: 465 kg
- Maximální vzletová hmotnost: 725 kg
- Pohonná jednotka: 1 × vzduchem chlazený invertní čtyřválcový řadový motor Avia M-332
- Výkon pohonné jednotky: 103 kW

### Výkony
- Maximální rychlost: 130 km/h (81 mph)
- Cestovní rychlost: 110 km/h (68 mph)
- Stoupavost: ≈ 5,5 m/s (12,3 mph)
- Dostup: ≈ 3 850 m
- Dolet: 160 km